# Vaccinium hatamense
Vaccinium hatamense är en ljungväxtart som beskrevs av Odoardo Beccari. Vaccinium hatamense ingår i Blåbärssläktet, och familjen ljungväxter. Inga underarter finns listade i Catalogue of Life.